# Richard Seaman
Richard John Beattie "Dick" Seaman, född den 3 februari 1913 i Chichester, England, död den 25 juni 1939 på Spa-Francorchamps, Belgien, var en brittisk racerförare. Han var den ende britt som tävlade i högsta klassen i trettiotalets Grand Prix racing.
Seaman började sin karriär i en MG Magnette i voiturette-klassen 1934. Hans framgångar imponerade på Alfred Neubauer, som bjöd in honom till en testkörning på Nürburgring. Seaman skrev kontrakt med Mercedes-Benz till säsongen 1937 trots motstånd från sin mor, som ogillade hans kontakter med det nazi-tyska stallet.
Seamans största framgång kom 1938, då han vann Mercedes-stallets hemmatävling Tysklands Grand Prix, framför ögonen på en mängd nazi-potentater, anförda av Adolf Hitler själv. Hitler sägs ha slutat bevista motortävlingar efter den segern.
Seaman förolyckades vid Belgiens Grand Prix 1939. Han blev därmed den enda förare som omkom i en Silverpil under trettiotalets tävlingar.

### Webbkällor
- Dennis Davids Grand Prix History. (engelska)